# Куприянов, Владимир Петрович
Владимир Петрович Куприянов (26 апреля 1941 года — 21 декабря 2023 года) — заслуженный художник России. Профессор кафедры изобразительного искусства Института архитектуры и искусств ЮФУ. Награждён серебряной медалью Российской Академии художеств за цикл «Донцы».

## Биография
Владимир Петрович Куприянов родился 26 апреля 1941 года. Отец — Пётр Куприянов. Он не был профессиональным художником, но имел явные художественные способности, создавал работы, в тематике которых преобладала Колыма, куда он был сослан в молодом возрасте.
В 1971 году Владимир Куприянов окончил графический факультет Института живописи, скульптуры и архитектуры им. И. Е. Репина. В 1975 году вступил в Союз Художников СССР.
Профессор кафедры изобразительного искусства Института архитектуры и искусств ЮФУ. В 1992 году награждён серебряной медалью Российской Академии художеств за цикл «Донцы», в которые входит 15 цветных литографий. В 1994 году было положено начало его педагогической работы в РААИ.
В 1994 году ему присвоено звание «Заслуженного художника Российской Федерации».
В 2005 году стал «Лучшим преподавателем года» в ИАРХИ.
В 2010 году организовал выставку «Рождение костюма. Гардероб моей бабушки». В 2013 году награждён Золотой медалью Союза художников России «Духовность, традиции, мастерство», в 2014 году — «За доблестный труд на благо Донского края».
В 2016 году художник отпраздновал свой 75-й день рождения.